# Cricova
Cricova je moldavské město, které se nachází 15 km severně od hlavního města Kišiněva. Cricova je proslulá svými vinnými sklepy, které z ní činí oblíbenou turistickou atrakci.
Cricova leží v blízkosti řeky Ichel, která se vlévá do řeky Nistru, jež zásobuje Kišiněv vodou. Voda z Ichelu se v Cricově nepoužívá. V severní části řeky se nachází jezero (které je poblíž vchodu do cricovských vinných sklepů), které se zpravidla využívalo buď k rybolovu, nebo k zábavě.
V blízkosti města se nachází několik dolů, které slouží k těžbě vápence, některé z nich jsou starší než 50 let.
První písemná zmínka o městě Cricova pochází z 31. července 1431 a nese název "Vadul-Pietrei" ("Kamenný brod"). Později se v zeměpisném kalendáři Zamfira Arboreho objevuje název "Cricău", který se postupem času změnil na Cricova.

## Demografie
Národnostní složení podle sčítání lidu z roku 2004
Ve městě žilo k roku 2004 9 878 obyvatel.
| Národ     | Populace | %      |
| --------- | -------- | ------ |
| Moldavané | 7 370    | 74,61% |
| Rusové    | 1 123    | 11,37% |
| Ukrajinci | 788      | 7,98%  |
| Rumuni    | 281      | 2,84%  |
| Gagauzové | 82       | 0,83%  |
| Bulhaři   | 74       | 0,75%  |
| Romové    | 29       | 0,29%  |
| Ostatní   | 131      | 1,32   |
| Celkem    | 9 878    | 100%   |

## Partnerská města
- Noceto, Itálie